# Antrodiaetidae
Los antrodiétidos (Antrodiaetidae) son una familia de arañas migalomorfas, concretamente una de las dos familias de la superfamilia de los atipoideidos, razón por la cual presentan características similares a los atípidos.

## Géneros
Es una familia pequeña que consta de 2 géneros:
Según The World Spider Catalog 11.5:
- Aliatypus Smith, 1908
- Antrodiaetus Ausserer, 1871
- †Cretacattyma Eskov & Zonstein, 1990

## Distribución
Su distribución se reduce, salvo excepciones al territorio estadounidense, en tres zonas:
- al oeste (California, Arizona, Nevada, Utah, Oregón, Washington, Idaho)
- al medio oeste (Misuri, Kansas, Arkansas, Illinois)
- al este (fundamentalmente en las Montañas Apalaches).[2]

Dos especies, Antrodiaetus roretzi y Antrodiaetus yesoensis, son endémicas de Japón. Se consideran especies reliquia a causa de fenómenos de vicariancia, es decir, que la población quedó dividida por la aparición de una barrera determinada o por la extinción de poblaciones intermedias, impidiendo así el flujo génico y favoreciendo la especiación.